# Antonio Vargas Laguna
Antonio Vargas Luna (Badajoz, 12 de febrer de 1763 - Plasència, 23 d'octubre de 1824) va ser un polític, noble i diplomàtic espanyol, cavaller de l'Orde d'Alcántara.

## Biografia
Va néixer en Badajoz. Havia estat alcalde de Casa i Cort, portat a Madrid pel seu paisà extremeny el valgut Manuel Godoy, en l'apogeu del seu poder. En 1808 va ser arrestat pel general francès Miollis, juntament amb el seu secretari Antonio Beramendi y Freyre, per les seves protestes contra els excesos francesos de Baiona, i per no jurar fidelitat i obediència a Josep Bonaparte com a rei d'Espanya. Tots dos, van sofrir un empresonament de més de cinc anys a diverses presons franceses, principalment al fort de Vicennes. Va complir amb tenacitat la missió d'espiar i sembrar la discòrdia entre els exiliats pares del sobirà, els exreis Carles IV i Maria Lluïsa, i el seu seguici, entre els quals es trobava Manuel Godoy. Acabada la Guerra del francès, van aconseguir la llibertat.
Arran la seva restauració en 1814 Ministre plenipotenciari de Ferran VII a Roma i el va nomenar marquès de la Constància. Fou nomenat secretari d'Estat d'Espanya el 27 de maig de 1823, però no va arribar a ocupar el càrrec.